# Daszkiwci (hromada Wińkowce)
Daszkiwci (ukr. Дашківці, pol. hist. Daszkowce) – wieś na Ukrainie, w obwodzie chmielnickim, w rejonie chmielnickim, w hromadzie Wińkowce. W 2020 roku liczyła 1033 mieszkańców.